# Comuna Bucovăț, Dolj
Bucovăț este o comună în județul Dolj, Oltenia, România, formată din satele Bucovăț (reședința), Cârligei, Italieni, Leamna de Jos, Leamna de Sus, Palilula și Sărbătoarea.

## Demografie
Componența etnică a comunei Bucovăț
     Români (84,57%)
     Alte etnii (0,35%)
     Necunoscută (15,08%)
Componența confesională a comunei Bucovăț
     Ortodocși (83,05%)
     Adventiști (1,2%)
     Alte religii (0,25%)
     Necunoscută (15,51%)
Conform recensământului efectuat în 2021, populația comunei Bucovăț se ridică la 4.011 locuitori, în scădere față de recensământul anterior din 2011, când fuseseră înregistrați 4.213 locuitori. Majoritatea locuitorilor sunt români (84,57%), iar pentru 15,08% nu se cunoaște apartenența etnică. Din punct de vedere confesional, majoritatea locuitorilor sunt ortodocși (83,05%), cu o minoritate de adventiști (1,2%), iar pentru 15,51% nu se cunoaște apartenența confesională.

## Politică și administrație
Comuna Bucovăț este administrată de un primar și un consiliu local compus din 13 consilieri. Primarul, Marius  Cristian Tuță[*], de la Partidul Național Liberal, este în funcție din 2016. Începând cu alegerile locale din 2024, consiliul local are următoarea componență pe partide politice:
|  | Partid                          | Consilieri | Componența Consiliului | Componența Consiliului | Componența Consiliului | Componența Consiliului | Componența Consiliului | Componența Consiliului | Componența Consiliului | Componența Consiliului |
|  | ------------------------------- | ---------- | ---------------------- | ---------------------- | ---------------------- | ---------------------- | ---------------------- | ---------------------- | ---------------------- | ---------------------- |
|  | Partidul Național Liberal       | 8          |                        |                        |                        |                        |                        |                        |                        |                        |
|  | Partidul Social Democrat        | 4          |                        |                        |                        |                        |                        |                        |                        |                        |
|  | Alianța pentru Unirea Românilor | 1          |                        |                        |                        |                        |                        |                        |                        |                        |